# Carl Gustaf von Essen
Carl Gustaf von Essen, född 20 mars 1815 i Oravais, död 22 juli 1895 i Hiitola, var en finländsk väckelsepräst, professor i praktisk teologi vid Helsingfors universitet 1867–1875. 
Carl Gustaf von Essen blev tidigt bekant med väckelserörelsen och var tillsammans med Lars Stenbäck och Julius Immanuel Bergh en av ledarna för väckelsetrogna studenter. I början av 1850-talet anammade han Johann Tobias Becks bibliska teologi.
Som lantdagsman och ledamot av en rad kommittéer tog von Essen del i såväl det kyrkliga som allmänna lagstiftningsarbetet.